# Mucuchachí (paroisse civile)
Pour les articles homonymes, voir Mucuchachi.
Mucuchachí est l'une des sept divisions territoriales et statistiques dont l'une des six paroisses civiles de la municipalité d'Arzobispo Chacón dans l'État de Mérida au Venezuela. Sa capitale est Mucuchachí.

## Histoire
La localité semble avoir été fondée en 1770.